# Eenfunctieschakelaar
Een eenfunctieschakelaar is een schakelaar die gebruikt wordt door personen met een lichamelijke handicap om te kunnen werken met scanning.
Eenfunctieschakelaars bestaan er in zeer veel verschillende groottes, vormen, kleuren en technieken.  De meest eenvoudige zijn kleine ronde drukschakelaars.  Enkele andere vaak voorkomende vormen zijn:
- pneumatische schakelaar: deze kan worden bediend met de mond door in een pijpje te blazen of te zuigen
- Bewegingsschakelaar: bijvoorbeeld knipperen van het oog
- voetschakelaar: meestal een gewone drukschakelaar maar ontworpen voor bediening met de voeten
- hoofdschakelaar: meestal een gewone drukschakelaar maar ontworpen voor bediening met het hoofd